# Kate Todd
Kate Todd, född 12 december 1987 i Barrie i Ontario, är en kanadensisk skådespelare, sångerska och låtskrivare.

## Filmografi
- Strange Days at Blake Holsey High (2002) (TV) ... Cassie
- Radio Free Roscoe (2003–2005) (TV) ... Lily Randall
- More Sex & the Single Mom (2005) (TV) ... Carol Ann
- Booky Makes Her Mark (2006) - Gloria
- Grizzly Rage (2007) (TV) - Lauren Findley
- Naturally, Sadie (2007) (TV) - Jennifer
- The Tracey Fragments (2007) - Debbie Dodge
- Life with Derek (2007) (TV) - Sally
- Degrassi: The Next Generation (2008) (TV) - Natasha
- Saving God (2008) - Sherri Butler
- Family Guy (2009) - Heidi Montag
- Min barnvakt är en vampyr (2010) - Erica